# Sudden Strike 2
| Системные требования | Системные требования                                 | Системные требования                              |
| -------------------- | ---------------------------------------------------- | ------------------------------------------------- |
|                      | Минимальные                                          | Рекомендуемые                                     |
| Windows              |                                                      |                                                   |
| ОС                   | Windows 98, ME, 2000 XP.                             | Windows 98, ME, 2000 XP.                          |
| ЦПУ                  | Pentium II 300MHz                                    | Pentium III 600MHz                                |
| Объём ОЗУ            | 64 MB                                                | 128 MB                                            |
| Место на диске       | 260 MB свободного пространства                       | 260 MB свободного пространства                    |
| Видеокарта           | Direct3D-совместимая видеокарта из 16 MB видеопамяти | Direct3D-совместимая видеокарта 16 MB видеопамяти |
| Звуковая плата       | Звуковая карта                                       | Звуковая карта                                    |

Sudden Strike 2 (в России и странах СНГ известна, как Противостоя́ние 4) — компьютерная игра в жанре «стратегия реального времени» (RTS), вышедшая в 2002 году. Разработана фирмой Fireglow Games, за рубежом издана фирмой cdv Software Entertainment, в России локализатор Руссобит-М.

## Геймплей
Геймплей практически полностью аналогичен таковому в Sudden Strike, однако имеются некоторые новшества, отсутствовавшие в предыдущей части игры.
- Всего в игре пять кампаний — Германия, Япония, СССР, США, Великобритания. Кроме того, присутствуют также две неполные игровые «нации» — Франция и Италия, но только в редакторе миссий.
- Теперь у всех видов боевой техники появились экипажи, поэтому подбитую или трофейную технику можно захватывать.
- Впервые за всю историю серии появились морские юниты — не только десантные лодки и боевые катера, но и большие корабли (которые, однако, способны двигаться только по прямой).
- Новые юниты, среди которых бронепоезда, а также агитационные машины и самолеты с агитлистовками, переманивающие вражеских юнитов на сторону игрока.
- Графика претерпела незначительные изменения — например, реализована возможность дождя, снега и т. п.
- Появились две обучающие одиночные миссии.
- Новая система выбора уровня сложности — «Новобранец», «Рядовой», «Офицер», «Генерал».
- У офицеров появились бинокли, которые значительно увеличивают обзор.
- Кроме того, танки могут ехать в «походном» режиме, а на некоторые из них может садиться пехота. Походный режим и перевозка пехоты на броне дают преимущества видимости.
- Аэродромы теперь используются по назначению — возможно захватывать самолёты при помощи пилотов и использовать по своему усмотрению неограниченное количество раз.
- Большое количество мелких изменений.

## Технические особенности
Игра представляет собой классическую 2-мерную изометрическую стратегию. Существует три разрешения экрана — максимальное составляет 1024x768. Стандартная игровая локация представляет собой ромбовидную карту (проекцию), состоящую из 256х256 игровых ячеек (тайлов), что соответствует, примерно, четырем квадратным километрам в реальной действительности. На игровой локации одновременно может находиться и взаимодействовать около 2000 юнитов, не считая объектов.

## Кампании
В игре представлено 5 кампаний, охватывающих несколько периодов войны с 1941 по 1945 годы.
- Германия. Немецкая кампания посвящена первой битве за Харьков. Содержит 8 миссий. Это самая длинная кампания в игре.
- Япония. Японская кампания содержит 4 миссии. Это самая короткая кампания в игре. Место и время действия первых двух миссий не указано. Последние две миссии посвящены битве за Окинаву.
- Великобритания. Британская кампания содержит 5 миссий. Посвящена операции Маркет Гарден.
- США. Американская кампания содержит 7 миссий.
- СССР. Советская кампания содержит 7 миссий. Первые 5 миссий посвящены битве за Днепр, 2 последние миссии посвящены битве за Берлин.

## Отзывы
| Сводный рейтинг       | Сводный рейтинг     |
| Агрегатор             | Оценка              |
| --------------------- | ------------------- |
| GameRankings          | 73,05 %             |
| Metacritic            | 68/100 (10 обзоров) |
| MobyRank              | 76/100              |
| Иноязычные издания    |                     |
| Издание               | Оценка              |
| AllGame               | [ 5 ]               |
| CVG                   | 8/10                |
| Eurogamer             | 8/10                |
| GameSpot              | 5,2/10              |
| GameSpy               | [ 9 ]               |
| IGN                   | 8/10                |
| Русскоязычные издания |                     |
| Издание               | Оценка              |
| Absolute Games        | 75 %                |
| «Домашний ПК»         | [ 12 ]              |
| «Игромания»           | 8/10                |

Игра победила в номинации «Лучшая тактика/wargame» (2002) журнала «Игромания».